# Maciej Kur
Maciej Kur (ur. 12 maja 1988 w Warszawie) – polski scenarzysta komiksowy i animacyjny, filmowy, reżyser i recenzent.
Absolwent Warszawskiego ASP w stopniu magisterskim oraz Akademii Filmu i Telewizji. Zadebiutował serią Lil i Put, (rysunki Piotr Bednarczyk) nagrodzoną w 2014 wyróżnieniem za komiks w duchu Janusza Christy. Seria ukazuje się do dziś na łamach magazynu Nowa Fantastyka oraz w wydaniu albumowym. Od roku 2016 scenarzysta oficjalnej kontynuacji Kajka i Kokosza, serii stworzonej przez Janusza Christę. Później został też scenarzystą animowanej adaptacji w 2021. Z Magdaleną Kanią stworzył serie Emilka Sza i Delisie. Ta druga została opublikowana w USA i Kanadzie w roku 2021. 
W 2025 wraz z Bednarczykiem stworzył komiks "Chrobry" z okazji 1000'lecia koronacji pierwszego Króla Polski. Komiks powstał na zlecenie Muzeum Początków Państwa Polskiego w Gnieźnie i dał początek nowej serii komiksowej o pierwszych władcach Polski.
Autor powieści dla dzieci „Sylwia Sylwester jest niecałopełnista” wydanej w grudniu 2018. Reżyserował film dokumentalny o Witoldzie Gierszu oraz wyprodukował autorski film animowany Cisza w trybunale cieni. Od 2009 roku zawodowo pisze scenariusze i reżyseruje filmy animowane.

## Filmografia[10]
- Witold Giersz - Sztuka animacji (reżyseria, scenariusz, produkcja, film dokumentalny)
- Hip-Hip i Hurra (scenariusz)
- Cisza w Trybunale Cieni (reżyseria, scenariusz, animacja)
- Mami Fatale (tekst narratora)
- Żubr Pompik (scenariusz, reżyseria 4 odcinki)
- Wiking Tappi (reżyseria, 2 odcinki)
- Kicia Kocia (scenariusz)
- Wielka Księga Uczuć (scenariusz, piosenki)
- Kajko i Kokosz (scenariusz)[11]
- Ryjówka Przeznaczenia (scenariusz, film pełnometrażowy, projekt w produkcji)
- Pucio (scenariusz)
- Tytus, Romek i A'tomek (scenariusz, film pełnometrażowy, projekt w produkcji)